# لغات شمال إيطاليا

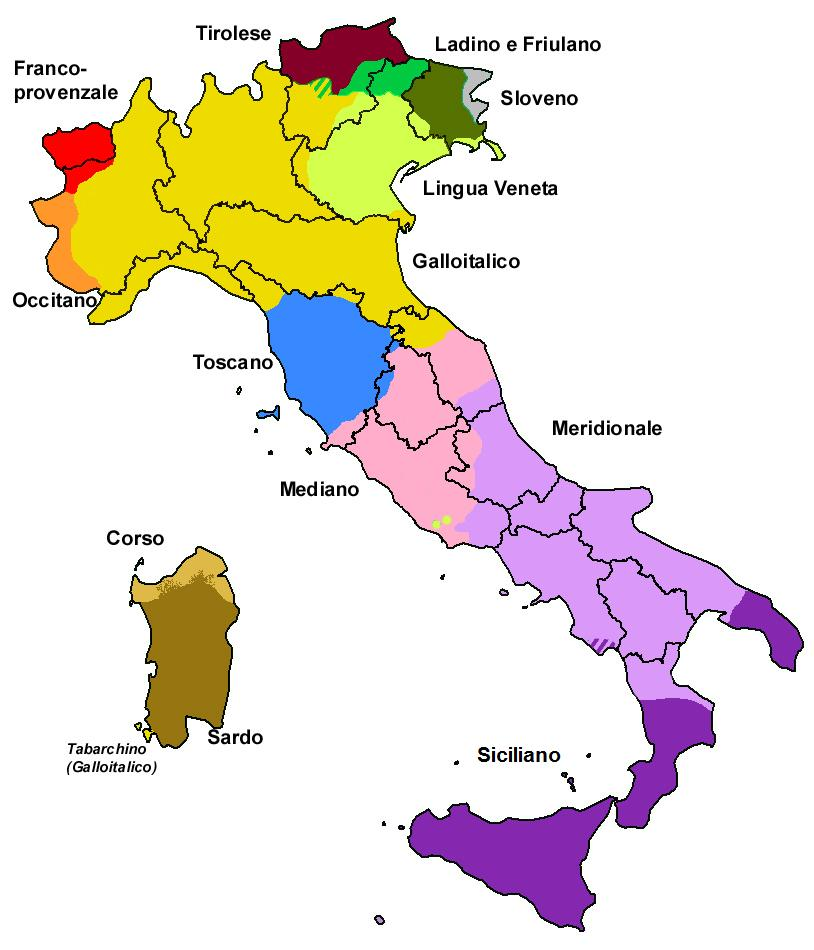

اللغات شمال الإيطالية أو البادانية أو الألبية هي مجموعة لغوية مع تعاريف مختلفة. التسمية غالو إيطالية غير دقيقة لأنها تشير فقط إلى مجرد جزء من المجموعة الإيطالية الشمالية.